# Briqueterie Le Croc
La briqueterie Le Croc est une briqueterie située aux Rairies, en France.

## Localisation
La briqueterie est située dans le département français de Maine-et-Loire, sur la commune des Rairies région Pays de la Loire.

## Historique
L'édifice est inscrit au titre des monuments historiques en 1995.